# Catarina Paraguaçu
Catarina Álvares Paraguaçu (Estat de Bahia, c. 1503 - Ib., 26 de gener de 1586), va ser una indígena tupinambá, coneguda per haver estat l'esposa de Diogo Álvares Correia "Caramuru" i per les seves visions marianes.

## Biografia
El pare de Catarina, Taparica, era el cacic dels tupinambás que habitaven la costa de l'actual estat de Bahia. Al poblat hi va arribar el nàufrag Diogo Álvares Correia, qui va esdevenir una figura cabdal per l'enteniment entre els natius i els colons portuguesos. En reconeixement de la seva posició social, Taparica va oferir-li la mà de la seva filla Catarina. Van tenir quatre filles: Ana, Genebra, Apolônia i Grácia.
Catarina va viatjar a França l'any 1526, acompanyant el seu marit, on va ser la primera sud-americana en ser rebuda al Palau de Versalles. El 1528 va ser batejada a Sant-Maloù, amb el nom cristià de Catarina do Brasil (Catarina do Brésil, en francès). D'aquesta manera, van esdevenir la primera família cristiana d'arrels brasileres.
El 1530 tornen a terres brasileres. Álvares va servir a diferents governadors portuguesos fins a la seva mort, el 1557. Des de llavors no hi ha més informació sobre Paraguaçu, sabent-se només que va morir el 26 de gener de 1583. Va testar a favor dels monjos benedictins i el document es troba al monestir de San Benet de Bahia. Catarina Paraguaçu va ser enterrada a l'ermita de Nossa Senhora da Graça de Salvador.

## Visions
Segons la llegenda, Catarina tenia somnis freqüents amb uns nàufrags que patien fam i fred, entre els que es trobava una dona amb un nen als braços. Confiant en el caràcter místic dels somnis de la seva esposa, Caramuru va enviar una expedició pel litoral. Aquesta va tornar amb un grup de nàufrags, però entre ells no es trobava cap dona ni cap nadó. Els somnis de Catarina no van cessar i Álvares va enviar una segona partida. Aquest cop, els expedicionaris van trobar una talla de la Verge Maria amb el Nen Jesús. Aquesta figura roman, encara avui, a l'església on es troba la sepultura de Paraguaçu.

## Paraguaçu en la cultura popular

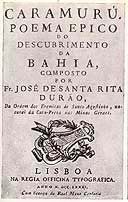
Portada de Caramuru, de Santa Rita Durão.

- Catarina Paraguaçu apareix en el poema èpic Caramuru, escrit l'any 1781 per José de Santa Rita Durão. L'atribueix la capacitat d'endevinació, anticipant la invasió neerlandesa del nord-est brasiler.[6]

- La història de Caramuru va ser adaptada al cinema, en una comèdia esbojarrada titulada Caramuru: A invenção do Brasil. El personatge de Catarina va ser interpretat per l'actriu Camila Pitanga.[7]

- El modernisme brasiler, un estil artístic sorgit en la dècada de 1920, va inspirar-se en les arrels indígenes del país. La figura de Paraguaçu va influir en artistes com Tarsila do Amaral o Oswald de Andrade.[8]

- En el Monument al 2 de Juliol, situat a la plaça de Campo Grande de Salvador, hi ha una imatge de Catarina.[9]

- També a la ciutat de Salvador s'hi troba l'edifici Paraguaçu. L'artista plàstic Carybé hi va retre homenatge a la tupinambá en un mural.[10]